# Монте Изола
Монте Изола (итал. Monte Isola) је насеље у Италији у округу Бреша, региону Ломбардија.
Према процени из 2011. у насељу је живело 204 становника. Насеље се налази на надморској висини од 198 м.

## Становништво
| 1931. | 1936. | 1951. | 1961. | 1971. | 1981. | 1991. | 2001. | 2011. |
| ----- | ----- | ----- | ----- | ----- | ----- | ----- | ----- | ----- |
| 1.814 | 1.582 | 1.846 | 1.968 | 1.878 | 1.868 | 1.745 | 1.769 | 1.804 |